# Морской музей Киля
Морской музей Киля (нем. Schifffahrtsmuseum Kiel) находится в городе Киль на земле Шлезвиг-Гольштейн (Германия). Открыт в 1978 году в бывшем зале рыбных аукционов на Сарторикай.
Музей рассказывает об истории приморского города Киль и его морских связях со всем миром. Спасательный крейсер «Гинденбург», пожарный корабль «Киль», пассажирское судно «Stadt Kiel» и корабль-укладчик буев «Канюк» (1906) установлены рядом с мостом. Фонарь лайнера «Александр фон Гумбольдт» был установлен перед музеем.

## История

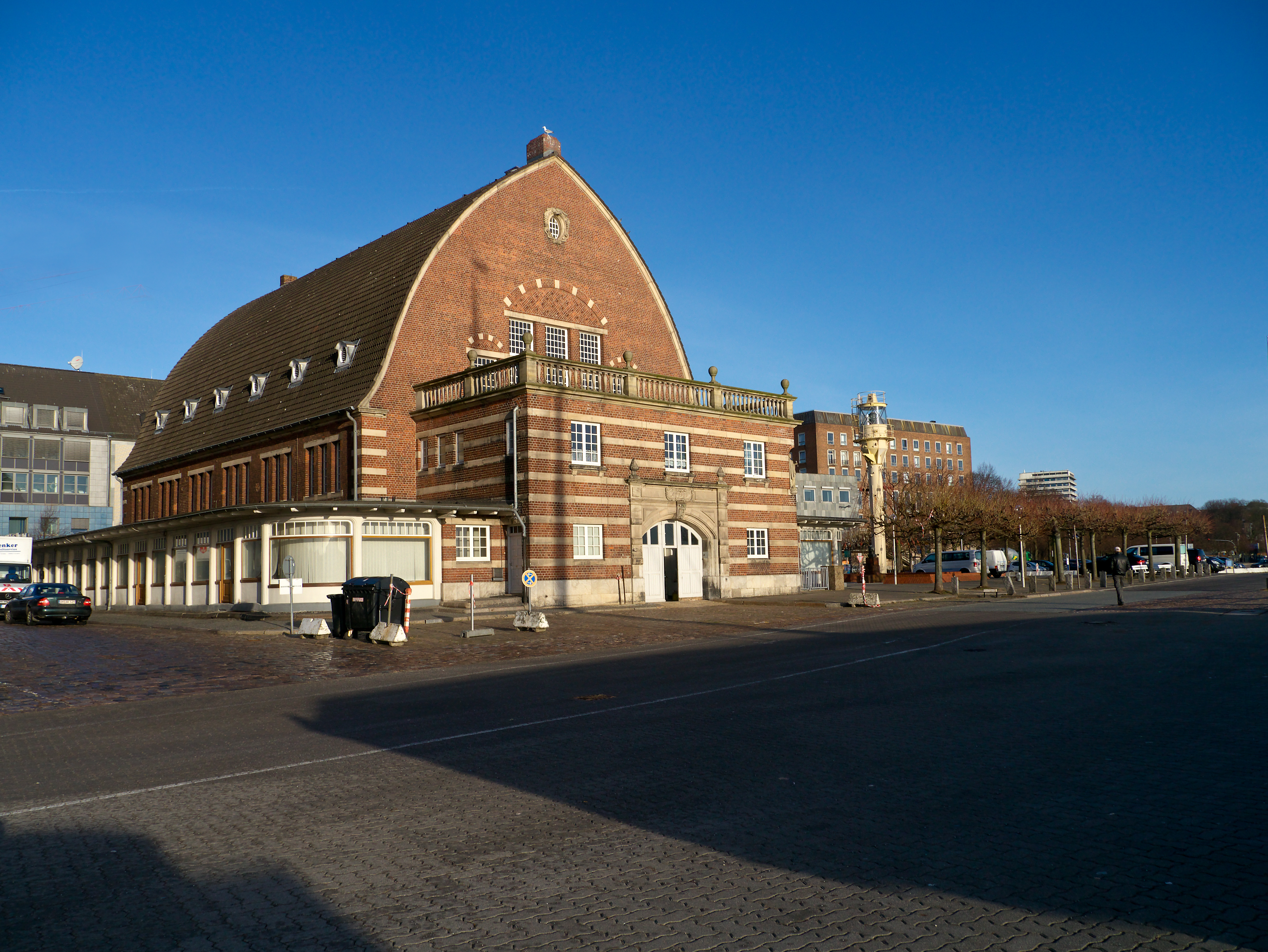
Здание Морского музея Киля

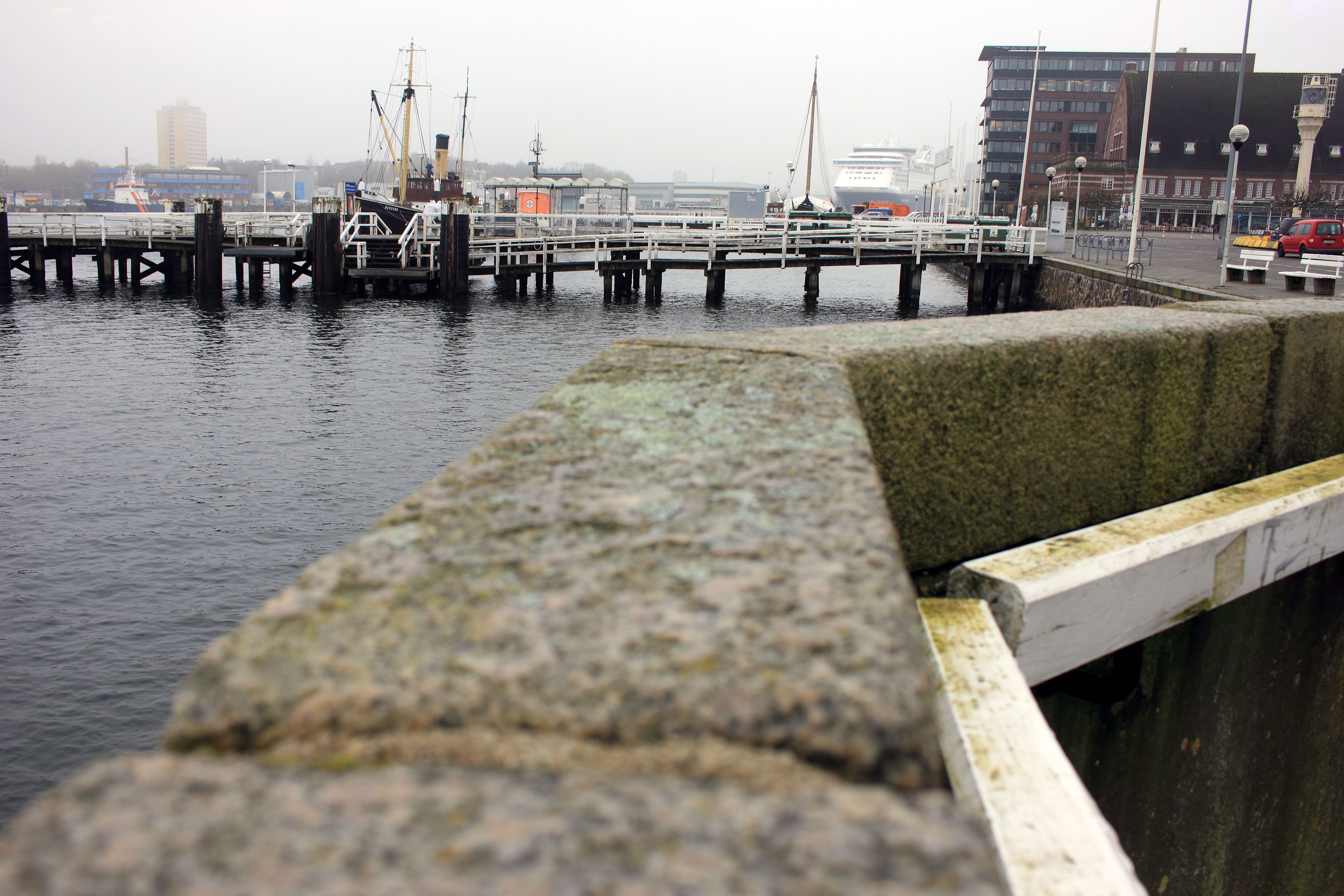
Сарторикай, музейный мост

Киль — приморский город, город-порт. Его история связана с развитием морского флота Германии (гражданского и военного).
Кильский рыбный зал в Зеегартенбрюккене был открыт в 1910 году, чтобы сосредоточить торговлю рыбой в одном месте и сделать ее независимой от погоды.
Здание с высокой крышей было спроектировано городским планировщиком Георгом Паули. Внутри находились два водоема длиной 8 м, вокруг которых расставили свои места рыбаки. Снаружи было 30 индивидуально доступных магазинов. Однако новый зал не оправдал ожиданий: он был мал для аукционов, а магазины и ларьки не нашли арендаторов.
Во время Второй мировой войны здание не пострадало, но было закрыто, так как в 1948 году рыбный рынок переместился в устье Швентина. Здание долго пустовало, в 1966 году его даже было решено снести, но это решение не было выполнено. В 1972 году здание было поставлено под охрану, как объект, внесённый в список памятников культуры города Киля.
Морской музей в этом здании был открыт 30 апреля 1978 года.
В 2010 году начались ремонтные работы, 25 апреля 2014 года музей официально был открыт с новой выставкой. Постоянная экспозиция посвящена истории рыболовства в Киле, Кильскому каналу, морским рисункам, многочисленным моделям кораблей и навигационному оборудованию. Среди экспонатов- фрагмент обломков сверхмалой подводной лодки Seehund (Тюлень, лодки такого типа начали строить в 1944 г.), которая была обнаружена в Кильском фьорде в 1995 году, когда строился третий паромный терминал. Новая постоянная выставка Marine, Shipyards, Sailing открылась в августе 2020 года.
После реконструкции в начале 2018 года почти на всей территории музея была организована выставка, посвященная 100-летию восстания кильских моряков (9 ноября 1918 года, с нее началась революция в Германии). Выставка была открыта 6 мая 2018 года и продлилась до 17 марта 2019 года.